# Дворцы (Амурская область)
Дворцы — упразднённый посёлок в Зейском районе Амурской области России. Исключен из учётных данных в 1974 году.

## География
Урочище находится в центральной части Амурской области, на правом берегу реки Уркан у озера Широкое, на расстоянии примерно 3 километров (по прямой) к западу от села Ивановка.

## История
Село возникло в 1909 году. По данным на 1916 год деревня Дворцы состояла из 30 дворов (население составляло 125 человек) и входил в состав Овсяновской волости 1-го стана Амурского уезда Амурской области.
По данным 1926 года в деревне имелось 34 хозяйства (32 крестьянского типа и 2 прочих) и проживало 144 человека (69 мужчин и 75 женщин). В национальном составе населения преобладали украинцы. В административном отношении входила в состав Ивановского сельсовета Зейского района Зейского округа Дальневосточного края.
Решением Амурского исполкома от 7 июня 1974 года № 253, посёлок Дворцы исключен из учётных данных как несуществующий.